# Hans Hansen (Fotograf)
Hans Hansen (* 1940 in Bielefeld) ist ein deutscher Fotograf. Er ist Ehrenmitglied des Bundes Freischaffender Foto-Designer (BFF), Mitglied des Art Directors Club Deutschland (ADC) und berufenes Mitglied der Deutschen Gesellschaft für Photographie (DGPh). Hansen lebt und arbeitet seit 1967 in Hamburg.

## Ausbildung
Hansen bildete sich als Lithograph aus und studierte Ende der 1950er Jahre Angewandte Grafik an der Staatlichen Kunstakademie Düsseldorf bei Walter Breker. Als Fotograf ist Hansen Autodidakt. Während Fotografie in der nordamerikanischen Werbung bereits ein anerkannter Teil der Gestaltung war, wurde in der Klasse für Angewandte Grafik zwar mit grafischen, aber nicht mit fotografischen Mittel gearbeitet. Weil Hansen jedoch an der Verbindung von Grafik und Fotografie interessiert war, begann er, die von ihm benötigten Fotografien selbst aufzunehmen.
Zu Hansens Kommilitonen gehörten Hilla und Bernd Becher, die sich zu dieser Zeit bereits mit der Fotografie von Fachwerkhäusern beschäftigten. Zwar leitete Hilla Becher anfangs Hansen in der Dunkelkammer an; Hansen berichtete jedoch später, er habe seinerzeit „das, was die Bechers gemacht haben, in seiner Konsequenz und Bedeutung überhaupt nicht verstanden“.
Hansen wollte nach dem Abschluss der Akademie zunächst nicht für die Werbung fotografieren, traf jedoch in Düsseldorf auf Jack Piccolo, einen New Yorker Art Director der Agentur DDB, der Hansen in Gesprächen über einzelne Fotografien dazu verhalf, seine Vorbehalte gegenüber dem Medium der Werbung abzubauen.

## Werk
Seit 1962 ist Hansen als selbständiger Fotograf tätig.
Mitte der 1960er Jahre begann Hansen, unter dem Werbeleiter Hans G. Conrad für Kampagnen der Lufthansa zu fotografieren. Die Arbeit für den Auftraggeber Lufthansa dauerte über Jahrzehnte an; die Fluggesellschaft griff später auch den für Hansen typischen Stil der Food-Fotografie für ihre Menükarten auf (Art Director: Klaus Wille).
Für Vitra fotografierte Hansen über Jahre hinweg Stühle und andere Produkte (darunter Entwürfe von Ray und Charles Eames und Verner Panton), mit immer gleicher Perspektive, Brennweite und gleichbleibendem Grundlicht und prägte so einen unverkennbaren, nüchtern und dokumentarisch erscheinenden Stil der Produktfotografie. Hansen merkte dazu an:

„[…] die Stühle werden vergleichbar. Dadurch entsteht eine Art von Dokumentation aus meiner Sicht. Eine sachliche Abbildung gibt es nicht, da jede Art von Foto dokumentierend und zugleich auch interpretierend ist. […] Meine Aufgabe bei ›Vitra‹ sehe ich darin, das Erscheinungsbild der Firma mit zu gestalten, indem ich die Dinge über Jahre immer wieder in gleicher Weise abbilde und dadurch einen ganz bestimmten Ausdruck erreiche. Mich interessiert die dokumentarische, sachliche Abbildung des Stuhls zunächst sekundär. Die Interpretation des Stuhls ist eine sehr persönliche.“

Hansen arbeitete für viele design-orientierte Firmen und Marken, darunter
Akzo (heute AkzoNobel),
ERCO,
Franz Schneider Brakel (FSB),
Siemens,
Gebrüder Rasch,
Dibbern
und Daimler-Benz,
aber auch Sony, Bulthaup, American Express, Fiat, Perrier, Volkswagen, Porsche, Kodak, Joop und Jil Sander.
Daneben fotografierte er Reportagen und Stills für
den Stern,
das Zeit Magazin,
die Zeitschrift Max
und das Magazin der Süddeutschen Zeitung
sowie Harper’s Bazaar, Vogue, Feinschmecker und Architektur & Wohnen.
Hansen bezieht sich in eigenen Aussagen auf die Traditionen der Hochschule für Gestaltung Ulm und des Bauhauses, denn „die Arbeit dort war immer eingebettet in eine persönliche Haltung der Leute. Man hat dort eine bestimmte Idee verfolgt und nicht die Mode“.

## Andere über Hansen
„Er hat eine Bildsprache entwickelt, die durch Auflösung und Abstraktion immer neue Sichten, neue Formen schafft.“

## Auszeichnungen
- Ehrenmitglied des Bundes Freischaffender Foto-Designer (BFF)
- Karl-Schneider-Preis der Stadt Hamburg (1997)

## Werke (Auswahl)
- Wolf Uecker: Deutschland deine Küchen. Steinhagen 1988 (Mit Fotografien von Hans Hansen).
- Wolf Uecker: Das neue deutsche Kochbuch. Steinhagen 1990 (Mit Fotografien von Hans Hansen).